# Assessor científico chefe do governo britânico
O assessor científico chefe do governo britânico (em inglês:  Chief Scientific Adviser to HM Government - CSA) é o assessor pessoal do Primeiro-ministro do Reino Unido e do Gabinete do Reino Unido para atividades e políticas relativos a ciência e tecnologia, sendo simultaneamente chefe do Escritório de Política Científica e Tecnológica.
Desempenha um papel significativo perante a opinião pública, como perito científico mais exposto no governo.
Diversos departamentos governamentais individuais tem seus próprios chefes científicos. O CSA não tem responsabilidade de gestão formal de cientistas chefe de departamento, sendo livre para aconselhar a todos os departamentos, incluindo aqueles com seu próprio chefe científico. O CSA e os chefes científicos departamentais reunem-se em um comitê dos assessores científicos chefes, um forum interdepartamental para a discussão das questões de ciência, presidido pelo CSA.

## Lista dos assessores científicos chefe
- Sir Solly Zuckerman, 1964 - 1971
- Sir Alan Cottrell, 1971 - 1974
- Dr Robert Press, 1974 - 1976
- Dr John Ashworth, 1977 - 1981
- Sir Robin Nicholson, 1982 - 1985
- Sir John Fairclough, 1986 - 1990
- Sir William Stewart, 1990 - 1995
- Sir Robert May, 1995 - 2000
- Sir David King, 2000 - 2008
- Sir John Beddington 2008- 2013 [2]
- Sir Mark Walport, 2013 -